# Ammodramus maritimus
Ammodramus maritimus е вид птица от семейство Овесаркови (Emberizidae). Видът е незастрашен от изчезване.

## Разпространение
Разпространен е в Канада, Мексико и САЩ.